# Llengües karirí
Les llengües karirí, sovint considerades com a dialectes d'una única llengua, són un grup de llengües mortes, parlades al Brasil fins a la meitat del segle xx. Actualment els 4000 kariris que encara formen part del grup ètnic són monolingües en portuguès, encara que alguns pocs coneixen frases comunes i noms de plantes medicinals en la llengua original.

## Classificació
Les quatre llengües karirí conegudes són:
1. el Kipeá (Quipea, Kirirí, Karirí Xokó, Xukurú-Karirí) (NE Bahia, Sergipe, grup ètnic: 1830 persones)
2. el Kamurú (Camuru) (E Bahia)
3. el Dzubukuá (Dzubucua) (illes del riu São Francisco al N Bahia)
4. el Sabujá (Sapoyá o Pedra Branca) (Centre de Bahia)

Existeixen descripcions gramaticals breus del Kipeá i el Dzubukuá. Del Kamurú i del Sabujá, només se'n conserven llistes de vocabulari.
Ribeiro va establir mitjançant l'anàlisi morfològica que existeix un parentiu probable amb les llengües gê, per la qual cosa usualment es considera que les llengües karirí constitueixen una branca de la macrofamília macro-gê. Greenberg, d'altra banda, les considera emparentades amb les llengües tupí, tot i que la seva hipòtesi no rep tant de suport com la de Ribeiro.
Els noms Xokó i Xukurú poden resultar confusos perquè s'han aplicat a llengües i pobles diferents del NE del Brasil.

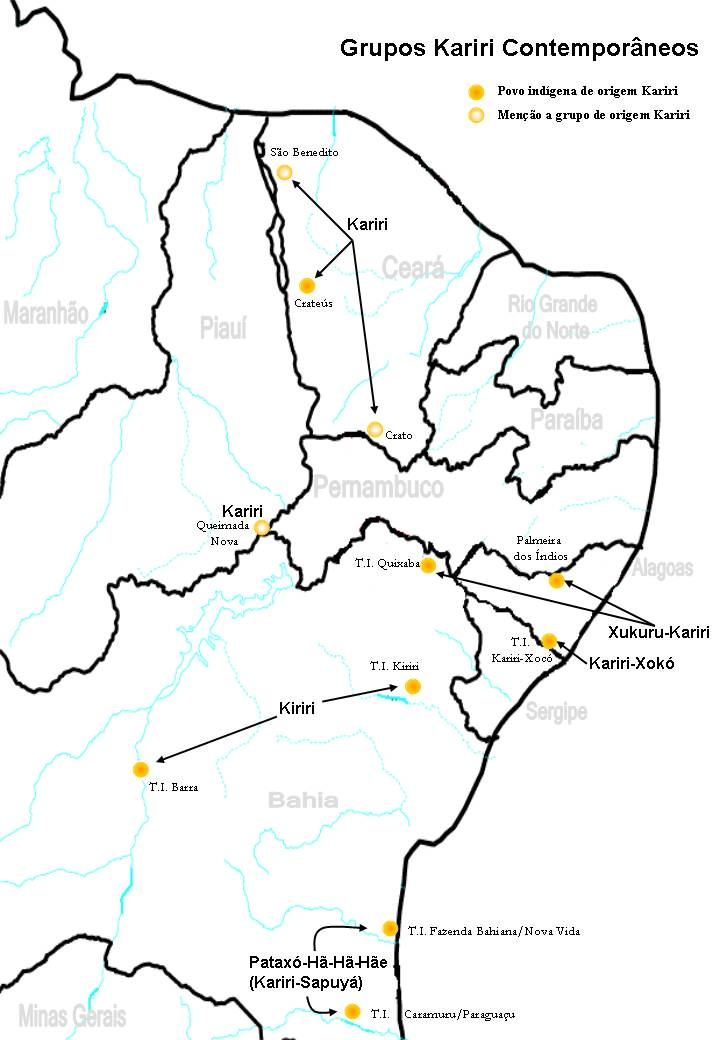
Mapa del territori tradicional dels Kariri

## Varietats
Seguidament hi ha un llistat de les llengües i dialectes llistats per Loukotka (1968), inclosos alguns noms de varietats no atestades.
- Kariri / Quipea / Cariri - parlat originalment a la Serra dos Velhos, a l'estat de Paraíba i més tard a Missão Velha, Missão Nova, Milagres, Crato, i altres, als estats de Paraíba, Pernambuco i Ceará.
- Kiriri / Dzubucua / Quiriri - parlat originalment a les illes del riu São Francisco prop de Cabrobó, a l'estat de Pernambuco.
- Sapuyá / Sabuya - originalment parlat a la Serra Chapada i més tard a Caranguejo, a l'estat de Bahia.
- Kamurú - parlat originalment al riu Pardo i a Pedra Branca.

Varietats no atestades:
- Iñamum - parlat a l'illa Inhamum, al riu São Francisco, a l'estat de Pernambuco.
- Quesque - parlat al riu Pajeú, a l'estat de Pernambuco.
- Abacatiara - parlat en una illa del riu São Francisco, també a l'estat de Pernambuco.
- Icozinho - parlat a la confluència del riu Salgado amb el Jaguaribe, a l'estat de Ceará.
- Icó - parlat als rius Salgado, Piranhas i Peixe, a l'estat de Ceará.
- Calabaça - parlat al riu Salgado, a l'estat de Ceará.
- Cariú - parlat als rius Cariús i Bastiões, a l'estat de Ceará.
- Corema - parlat al riu Piancó, a l'estat de Paraíba.
- Jucá - parlat al sud del riu Jaguaribe i prop de l'Arneiroz, a l'estat de Ceará.
- Ichú / Ansus - parlat a prop dels aiguaneixos del riu Salgado, a l'estat de Ceará.
- Ariú / Peba - parlat als rius Piranhas i Sabugi, a l'estat de Paraíba.
- Bultrin - parlat a la Serra da Borborema, a l'estat de Paraíba.
- Quixexeu - parlat al riu Jaguaribe, a l'estat de Ceará.
- Quixelu - també parlat al riu Jaguaribe, a l'estat de Ceará.
- Aracapa - parlat a l'illa Aracapa, al riu São Francisco, a l'estat de Pernambuco.

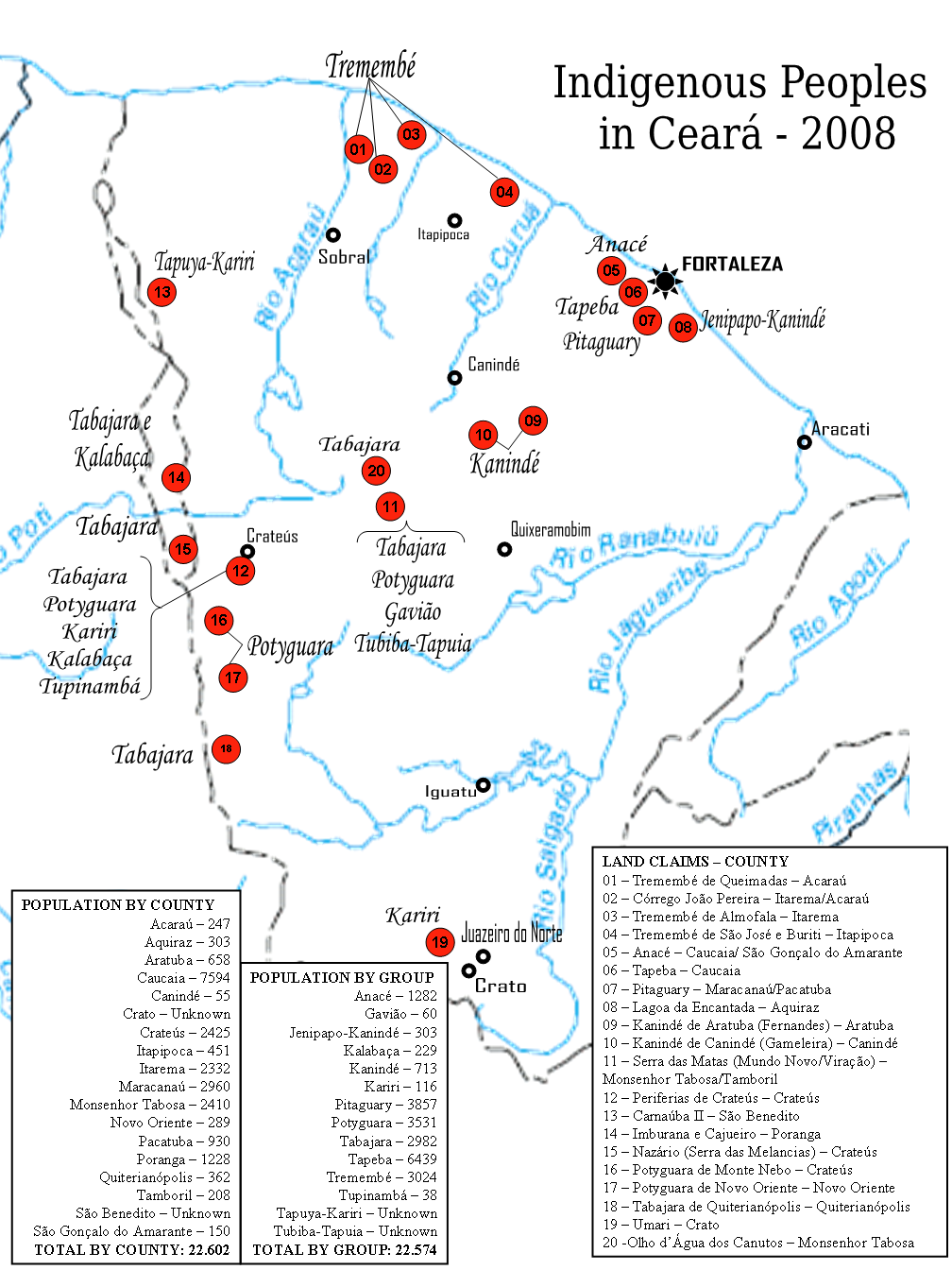
Pobles indígenes de l'estat de Ceará (2008)

El Tumbalalá, una llengua actualment també extingida, sense atestar i sense classificar, conté paraules d'objectes rituals usats en la seva religió toré que semblen ser d'origen Karirí, com ara pujá, kwaqui, o cataioba.

## Descripció lingüística
Les llengües karirí difereixen de manera important de la resta de llengües macro-gê en qüestió de sintaxi. Mentre que gairebé totes les branques de la família macro-gê són llengües SOV, postposicionals i són llengües de nucli final, en les quals el complement d'una frase (ja sigui nominal, verbal, preposicional, etc.) precedeix el nucli de la mateixa frase i, per tant, en construccions possessives el posseïdor precedeix al posseït. Les llengües karirí, en canvi, són majoritàriament VOS (encara que existeixen nombrosos casos de VSO), preposicionals i no són predominantment de nucli final.
Un fet interessant del karirí xokó o kipeá és que sembla ser l'única excepció testimoniada d'una llengua de verb inicial amb negació postverbal:
netso-kié di-dè i-ña
ser.vist-NEG seva-mare 3SG-per
'La seva mare no va ser vista per ell'

## Vocabulari
Loukotka (1968) va llistar els següents ítems bàsics de vocabulari del karirí.
| glossa   | Quipea | Dzubucua | Sapuya | Kamurú  |
| -------- | ------ | -------- | ------ | ------- |
| orella   | beñe   | beñé     | penix  | benyen  |
| dents    | dza    | dza      | zá     | zah     |
| llengua  | nunu   | nunú     | nunü   | nunuh   |
| mà       | amísa  | musang   | musoé  | musang  |
| aigua    | dzu    | isú      | dzú    | dzu     |
| pedra    | kro    | kro      |        | kro     |
| sol      | ukie   | uxe      | uché   | uchih   |
| lluna    | kayaku | kayakú   | gayakú | gayakúh |
| estrella | bati   | bathü    | bathü  | batthüh |
| arbre    | bewó   | tsi      | tsui   |         |
| tabac    | badze  | paewi    | poyú   |         |
| pot      |        | ruñu     |        |         |
Paraules enregistrades per Wilbur Pickering el 1961 de João Manoel Domingo, habitant de Mirandela, Banzaê, estat de Bahia:
| Portuguès        | Català                       | Kiriri            |
| ---------------- | ---------------------------- | ----------------- |
| água             | aigua                        | soˈdε̨             |
| barriga          | panxa                        | mudu              |
| cabeça           | cap                          | kʌ̨sʌˈbu           |
| cachorro         | gos                          | poiˈo             |
| carne de boi     | carn de vedella              | křaˈzɔ            |
| casa             | casa                         | kɔkɔtataˈpʌ̨ιnˈtεu |
| cobra            | serp                         | ˈuʌ̨ŋgiu           |
| dentes           | dents                        | uiˈsa             |
| fogo             | foc                          | řuˈɔ infɔiŋkiřiři |
| fumo             | fum                          | boˈze             |
| língua           | llengua                      | ˈtʌ̨naˈdu          |
| mandioca         | mandioca                     | tokyʌ̨             |
| milho            | blat de moro                 | paiˈ hεkinikři    |
| milho verde      | blat de moro verd            | niˈkři            |
| mulher           | dona                         | tʌ̨nʌˈzu           |
| nariz            | nas                          | lʌmbiˈzu          |
| olhos            | ulls                         | uˈipɔ             |
| onça             | jaguar                       | kosoˈbu inšiˈato  |
| orelhas          | orelles                      | kombεˈñuy         |
| papagaio         | lloro                        | ɔřoɔ              |
| perto            | a prop                       | křaˈbo            |
| pés              | peu                          | bʌbεiˈu           |
| sal              | sal                          | ˈįñʌ̨ñį            |
| sol              | sol                          | buˈzofɔˈši        |
| sujo             | brut                         | ikřε              |
| velho            | vell                         | šiˈbɔ             |
| abóbora          | carbassa                     | křuñaˈvɔ          |
| (está) alegre    | (estar) content              | sιsιˈkři          |
| andar no mato    | anar a l'arbust              | dořoˈřo           |
| ave (arapuá)     | tipus d'ocell                | kakiki            |
| ave (inambu)     | tinamú                       | hoiˈpa            |
| batata           | patata                       | břuziˈřundada     |
| bater (?)        | colpejar (?)                 | dɔˈpɔ             |
| branco           | blanc                        | ˈkařai            |
| cachimbo         | pipa                         | paˈu              |
| camaleão         | camaleó                      | bodoˈyo           |
| carregado        | carregat                     | pεdiˈpi           |
| cavalo           | cavall                       | kabaˈřu           |
| comida gostosa   | menjar deliciós              | duˈhε             |
| coxa             | cuixa                        | ˈkokulˈdu         |
| criação          | creació                      | buzuřu            |
| cutia            | dasyprocta                   | foiˈpřu           |
| dedos            | dits                         | poˈmɔdoˈi         |
| deus             | déu                          | tuˈpo             |
| dinheiro         | diners                       | kεiˈu             |
| ema              | nyandú                       | buˈʌ̨              |
| faca (arco?)     | ganivet                      | uˈza              |
| feijão           | mongeta                      | břuˈzohɔˈši       |
| um tipo de fruta | un tipus de fruita           | com               |
| miolo            | nucli                        | kɔˈpε             |
| gato             | gat                          | pʌñ̨ ɔ ̨            |
| índio            | indi                         | ʌ̨ˈį               |
| jabuti           | tortuga                      | samˈbo            |
| jacu (ave)       | jacu (au)                    | kakika            |
| joelho           | genoll                       | kɔkabεkε          |
| maltrapilho      | persona vestida de parracs   | hundiřɔ           |
| manco            | manc                         | uʌnˈtyɔ           |
| melão            | meló                         | přεˈzεnuda        |
| mentira          | mentida                      | zoˈpřε            |
| muita gente      | molta gent                   | dodoˈši           |
| muito obrigado   | moltes mercès/moltes gràcies | buřεˈdu poio      |
| mulher bonita    | dona bella                   | kařabuˈšε         |
| peba             | begida                       | bεˈřɔ             |
| peneirar         | tamisar                      | koha              |
| pessoa amarela   | persona groga                | křuaˈřʌ̨           |
| pessoa vermelha  | persona vermella             | bεřoˈhε           |
| pestana          | pestanya                     | pʌ̨nadu            |
| preto            | negre                        | šεŋˈgε            |
| quadril          | maluc                        | kaiuˈε            |
| quati            | coatí                        | ˈbizaui           |
| quente           | calent                       | daˈsả             |
| raposa           | guineu/guilla/rabosa         | iaˈka             |
| raso             | poc profund                  | ˈtařořo           |
| sacola           | bossa                        | doˈbε             |
| sene             | senil                        | bɔdɔkɔpři         |
| surdo            | sord                         | ˈbεñamu           |
| tamanduá         | os formiguer                 | iaˈzu             |
| tatu             | armadillo                    | ˈbuzuku           |
| urubu            | voltor                       | ˈkikɔ             |
| veado            | cérvol                       | buko              |
| verdade          | veritat                      | fiˈzo             |
| à vontade        | "com (si fossis) a casa"     | nεˈta             |
| (está) zangado   | (estar) enfadat              | pɔkεˈdε           |

### Manlleus
- Manlleus de les llengües macro-gê orientals:[7]

| glossa        | Kipeá  | Dzubukuá | altres llengües  |
| ------------- | ------ | -------- | ---------------- |
| mongetes      | ghinhé | guenhie  | giñá (Kotoxó)    |
| hamaca        | pité   | pitta    | pita (Coroado)   |
| persona negra | gorá   |          | engorá (Krenák)  |
| aiguamoll     | pôhô   |          | pohok (Maxakalí) |
| vaca, ramat   | cradzó | cradzo   | krazo (Masakará) |
| tabac         | badzé  | badze    | bosé (Coroado)   |

- Manlleus del tupinambá:[7]

| glossa                 | Kipeá      | Dzubukuá  | Tupinambá           | altres llengües macro-gê orientals                              |
| ---------------------- | ---------- | --------- | ------------------- | --------------------------------------------------------------- |
| agulla                 | awí        |           | abi                 | Maxakalí ãmix                                                   |
| plàtan                 | bacobá     |           | pacova              | Coroado bacóba                                                  |
| persona blanca         | caraí      | carai     | caraíba             | Iatê klai, Krenák krai                                          |
| capsa                  | cramemú    |           | caramẽmuã           |                                                                 |
| porc domèstic          | curé       |           | curê                | Krenák kurek                                                    |
| carabassa              | erumú      |           | jurumũ, jeremũ      | Purí šurumúm ‘potato’                                           |
| pa                     | miapé      |           | miapé               |                                                                 |
| rosari                 | myghý      | muihi     | mboýra              |                                                                 |
| oli                    | nhendí     | nianddi   | nhandy              |                                                                 |
| banc                   | pycá       |           | apycába             |                                                                 |
| pollastre, gallina     | sabucá     | dapuca    | (güyra)ssapucáia    |                                                                 |
| persona negra          | tapanhú    | tapwinhiu | tapyyiúna           | Coroado tabañiú, Makoni tapagnon, Malalí tapagnon               |
| persona negra          |            |           | tapyýia             | Iatê tupia                                                      |
| prostituta             | tasí       |           | itassýra            | Maxakalí taxunna                                                |
| diners                 | tayú       | tayu      | itajúba             | Maxakalí tayũmak                                                |
| déu                    | tupã       | tupam     | tupã                | Maxakalí topa, Krenák kupan, Coroado tupan                      |
| sacerdot               | waré       | padzuare  | abaré               | Maxakalí ãmãnex, Macuni amattèih, Coroado uáre, Masakará ampari |
| mirall                 | waruá      |           | guaruguá            |                                                                 |
| molí de sucre de canya | wirapararã |           | ybyrapararánga      |                                                                 |
| arma de foc            |            |           | mbocaba             | Coroado bokawa                                                  |
| tortilla de manioca    |            |           | mbeju               | Coroado bišu ‘manioc’                                           |
| vaca, ramat            |            |           | tapiira             | Coroado tapira, Malalí tapiet                                   |
| blat de moro           |            |           | abati               | Krenák javati                                                   |
| dimoni                 |            |           | anhanga, anhangüera | Coroado nhawuera                                                |
| gos                    |            |           | jaguara             | Coroado džoàra                                                  |

- Manlleus del portuguès a través del tupinambá i d'altres llengües intermediàries:[7]

| glossa | Kipeá  | Dzubukuá | possibles llengües intermediàries | Portuguese | altres llengües macro-gê      |
| ------ | ------ | -------- | --------------------------------- | ---------- | ----------------------------- |
| cabra  | cabará | cabara   | cabará (Tupinambá)                | cabra      |                               |
| cavall | cabarú |          | cavarú (Tupinambá)                | cavalo     | Coroado kawarú, Cotoxó cavaró |
| creu   | crusá  | crudzá   | curussá (Tupinambá)               | cruz       | Iatê klusa                    |
| dimoni | nhewó  | niẽwo    | niñavoo (Kapoxó)                  | diabo      |                               |
| paper  |        |          | papera                            | papel      | Iatê wapela, Coroado tapera   |